# Слишком стар, чтобы умереть молодым
«Слишком стар, чтобы умереть молодым» (англ. Too Old to Die Young) — американский мини-сериал в жанре криминальной драмы. Все 10 серий поставил Николас Виндинг Рефн по сценарию, написанному им же совместно с Эдом Брубейкером. Главные роли исполнили Майлз Теллер и Августо Агилера. Премьера состоялась 14 июня 2019 года на сервисе Amazon Video. У компании нет планов создавать продолжение.

## Экспозиция
«Слишком стар, чтобы умереть молодым» рассказывает об офицере полиции, который после убийства его напарника оказывается в мире преступности, населённом убийцами, солдатами Якудза, наёмниками картеля, присланными из Мексики, русской мафией и подростковыми бандами.

## Персонажи

### Главные
- Майлз Теллер — Мартин Джонс
- Августо Агилера[англ.] — Хесус Рохас
- Кристина Родло[англ.] — Ярица
- Нелл Тайгер Фри — Джени Картер
- Джон Хоукс — Вигго Ларсен
- Джена Мэлоун — Диана ДеЯнг

### Второстепенные
- Уильям Болдуин — Тео Картер
- Калли Эрнандес — Аманда
- Бабс Олусанмокун[англ.] — Дамиан
- Харт Бокнер[англ.] — лейтиенант
- Карлотта Монтанари[англ.] — Магдалена
- Крис Коппола — Мелвин Редмонд
- Джоанна Кэссиди — Элоиз
- Максин Банс — Ребекка Гилкинс
- Джеймс Урбаняк[англ.] — Стиви Крокетт
- Брэд Хант — Роб Крокетт
- Мак Такано — главарь Якудза
- Хидэо Кодзима — наёмник
- Каллэн Мулвей — Кит Редфорд

## Эпизоды
| №  | Название                                                     | Режиссёр             | Автор сценария                                   | Дата премьеры |
| -- | ------------------------------------------------------------ | -------------------- | ------------------------------------------------ | ------------- |
| 1  | «Volume 1: The Devil» «Том первый: Дьявол»                   | Николас Виндинг Рефн | Николас Виндинг Рефн и Эд Брубейкер              | 14 июня 2019  |
| 2  | «Volume 2: The Lovers» «Том второй: Любовники»               | Николас Виндинг Рефн | Николас Виндинг Рефн и Эд Брубейкер              | 14 июня 2019  |
| 3  | «Volume 3: The Hermit» «Том третий: Отшельник»               | Николас Виндинг Рефн | Николас Виндинг Рефн и Эд Брубейкер              | 14 июня 2019  |
| 4  | «Volume 4: The Tower» «Том четвертый: Башня»                 | Николас Виндинг Рефн | Николас Виндинг Рефн и Эд Брубейкер              | 14 июня 2019  |
| 5  | «Volume 5: The Fool» «Том пятый: Дурак»                      | Николас Виндинг Рефн | Николас Виндинг Рефн и Эд Брубейкер              | 14 июня 2019  |
| 6  | «Volume 6: The High Priestess» «Том шестой: Верховная Жрица» | Николас Виндинг Рефн | Николас Виндинг Рефн и Эд Брубейкер              | 14 июня 2019  |
| 7  | «Volume 7: The Magician» «Том седьмой: Волшебник»            | Николас Виндинг Рефн | Николас Виндинг Рефн и Эд Брубейкер              | 14 июня 2019  |
| 8  | «Volume 8: The Hanged Man» «Том восьмой: Повешенный»         | Николас Виндинг Рефн | Николас Виндинг Рефн и Эд Брубейкер              | 14 июня 2019  |
| 9  | «Volume 9: The Empress» «Том девятый: Императрица»           | Николас Виндинг Рефн | Николас Виндинг Рефн, Эд Брубейкер и Хэлли Гросс | 14 июня 2019  |
| 10 | «Volume 10: The World» «Том десятый: Мир»                    | Николас Виндинг Рефн | Николас Виндинг Рефн и Эд Брубейкер              | 14 июня 2019  |

## Производство
8 февраля 2017 года Amazon объявил о запуске в производство десятисерийного сериала. Сценаристами и исполнительными продюсерами проекта были назначены Николас Виндинг Рефн и Эд Брубейкер, кроме них исполнительным продюсером стал Джеффри Стотт. Рефн также самостоятельно снял все эпизоды, а продюсерские обязанности разделили Рэйчел Дик и Алекс Гейнер.
Главную роль в сериале исполнил Майлз Теллер, чей персонаж был описан как «офицер полиции, впутавшийся в мир наёмников». Помимо него задействованы Уильям Болдуин, Джена Мэлоун, Джон Хоукс, Кристина Родло, Августо Агилера, Нелл Тайгер Фри, Бабс Олусанмокун, Калли Эрнандес, Харт Бокнер. Рефн сообщал в своём Твиттере, что в сериале снялся Джордж Пайн.
Съёмки сериала начались 27 ноября 2017 года в Лос-Анджелесе. Первый эпизод снимался до 17 января 2018 года. 6 марта того же года съёмочный процесс переместился в Альбукерке, Нью-Мексико, где продлился до конца месяца, прежде чем вернуться в Лос-Анджелес. Съёмочный период завершился 11 августа 2018 года.
Композитором сериала стал Клифф Мартинес, для которого «Слишком стар, чтобы умереть молодым» стал четвёртым совместным проектом с Николасом Виндингом Рефном. Как и в предыдущих работах Рефна, в сериале представлена разнообразная электронная музыка и панк-рок в исполнении Goldfrapp, Leather Nun, Фрэнки Миллера и Джимми Энджела. Альбом с саундтреком, содержащий как музыку Мартинеса, так и другие песни, вошедшие в сериал, вышел 14 июня 2019 года.

## Премьера
Четвёртый и пятый эпизоды были показаны 18 мая 2019 года вне конкурса на 72-м Каннском международном кинофестивале. Полностью сериал вышел 14 июня того же года на Amazon.
Первые изображения, дающие представление о сериале, были опубликованы 28 февраля 2018 года. Первый тизер Рефн выложил 21 мая того же года в своём Твиттере.

## Критика
Рейтинг сериала на Rotten Tomatoes 65 % со средним баллом 6,55 из 10 на основании 21 рецензии. Консенсус критиков сайта гласит: «Мрачный и графичный, „Слишком стар, чтобы умереть молодым“ стилен, но томительное повествование едва ли оправдывает его склонность к насилию, впрочем поклонники Рефна могут найти для себя наслаждение в залитом неоном мучении». Похвалы удостоился авторский стиль Рефна и исполнение Теллера, однако изображение сексуального насилия и обращение с женскими персонажами было раскритиковано. Грегори Эллвуд написал для сайта Collider: «Он [сериал] устаревший и вымученный, и Рефну следовало бы быть умнее». Эрик Кон из IndieWire наоборот похвалил сериал, написав, что «в „Слишком стар, чтобы умереть молодым“ определённо имеется потенциал, как минимум среди зрителей, которые могут оценить стиль Рефна и панковую чувствительность». Питер Брэдшоу из The Guardian оценил сериал в 4 из 5 звёзд, сказав: «„Слишком стар, чтобы умереть молодым“ во многих отношениях макабрический и тошнотворный, но очень хорошо сделанный и смотрибельный».